# Ray, Goodman & Brown
Ray, Goodman & Brown is een Amerikaanse r&b-zanggroep. De groep ontstond als The Moments, die halverwege de jaren 1960 werd geformeerd en wiens grootste successen in de jaren 1970 plaats vonden met hits als Love on a Two-Way Street, Sexy Mama en Look at Me (I'm in Love). In 1978 veranderden ze hun naam in Ray, Goodman & Brown en hadden nog meer hits, waaronder Special Lady.

## Geschiedenis

### The Moments
De oorspronkelijke leden van de Moments waren Eric Olfus sr., Richard Gross (vaak ten onrechte vermeld als Richard Horsley) en John Morgan. The Moments ontstond halverwege de jaren 1960 in Washington D.C. In 1965 richtten The Mizell Brothers en Freddie Perren (samen met klasgenoot Toby Jackson) aan de Howard University in Washington D.C. Hog Records op en contracteerden de harmoniegroep als The Moments. The Moments nam Baby I Want You en Pray for Me op voor Hog. De bezetting bestond uit Olfus, Gross en Morgan.
Mark Greene trad toe na het uitbrengen van de single. De groep tekende vervolgens bij het nieuw opgerichte Stang Records, opgericht door Sylvia Robinson in de All Platinum Studios in Englewood met haar man Joe. De groep had zijn eerste hit bijna onmiddellijk eind 1968 met Not on the Outside, dat nummer 13 bereikte in de r&b-hitlijst en nummer 57 in de Billboard Hot 100 (met Greene op leadzang). Robinson huurde vervolgens een managementbedrijf in onder leiding van de radiosterren Frankie Crocker, Herb Hamlett en Eddie O'Jay. Het trio begon met het promoten van The Moments en ze te boeken voor live-evenementen in grote steden. Toen Hamlett naar WCMF in Rochester verhuisde, boekte hij The Moments exclusief. Eind 1968 verlieten Greene, Olfus en Gross All Platinum Records.

### Goodman, Brown & Morgan
In 1968 werd Al Goodman (na een paar optredens met The Corvettes en The Vipers) ingehuurd door Joe Robinson als creatief assistent voor studioproductie, zanger en songwriter. Op opnamen speelde hij als een vervanger voor Mickey van Mickey & Sylvia. Na een liveoptreden in het Apollo Theater als kwartet, werden ze al snel teruggebracht tot een trio: Morgan bleef aan, met bariton Goodman en de nieuwe zanger William 'Billy' Brown (die lid was geweest van The Broadways bij MGM).

#### Vroege hits
In 1969 brachten Goodman, Brown en Morgan 4 r&b-hits uit met Brown als leadzanger. De eerste, Sunday werd in maart uitgebracht, (#13 r&b & #90 pop), dan I Do, hun eerste top 10 r&b-hit, (#10 r&b & #62 pop), I'm So Lost (#43 r&b) en Lovely Way She Loves (#14 r&b), geschreven door Goodman, Brown en Sylvia.
In 1969 verscheen hun debuutalbum Not on the Outside, But on the Inside, Strong!, dat zich 22 weken plaatste in de r&b-albumhitlijst van Billboard, met een piek op nummer 8 op 4 juli 1970.
In 1970 brachten The Moments 3 top-10 r&b-hits uit, waaronder hun grootste hit Love on a Two Way Street. Het nummer was oorspronkelijk opgenomen door Stang-artiest Lezli Valentine, maar kwam niet voor in de hitlijsten. Het nummer van The Moments kwam op 28 maart 1970 binnen in de r&b-hitlijst van Billboard, bleef 17 weken en bereikte nummer 1 op 16 mei. Het werd ook een top 5-hit in de Billboard Hot 100, met een piek op nummer 3 na 15 weken.

#### Aankomst van Harry Ray
Na de opname van Love on a Two Way Street en voordat het een hit werd, werd Morgan in 1970 kort vervangen door Sylvia Robinsons zwager Johnny Moore (niet te verwarren met de zanger van The Drifters). Hij verscheen met Goodman en Brown op de cover van het tweede album van de groep, maar was niet aanwezig bij hun liveoptredens. Goodman en Brown werkten als een duo tot de nieuwe aankomst Harry Ray (15 december 1946 – 1 oktober 1992) het trio completeerde dat de langste bezetting zou worden als de Moments.
Terwijl Brown herstelde van vocale roofbouw, zong Ray de lead op de daaropvolgende hits van The Moments, waaronder de andere twee publicaties If I Didn't Care (#7 r&b, #44 pop) en All I Have (#9 r&b, #56 pop) uit 1970. Na Browns herstel brachten ze vijf top 40 r&b-hits uit met Brown en Ray die de leadzang deelden, terwijl Goodman als woordvoerder van de groep diende. Ze brachten hun tweede album A Moment with the Moments uit in 1970, dat piekte op nummer 39 in de r&b Billboard albumhitlijst op 12 december 1970. Hun album On Top werd uitgebracht in 1971 met de singles All I Have, I Can't Help It, To You with Love en Lucky Me, maar haalde de albumlijst niet.
In 1972 namen The Moments het livealbum Live at the New York State Women's Prison op vanuit een vrouwengevangenis. Het piekte op nummer 25 in de Billboard r&b albumhitlijst. Ze brachten ook de twee top 40-singles Just Because He Wants to Make Love (Does't Mean He Loves You) (#25 r&b) en My Thing (#19 r&b) uit.
In 1973 brachten ze Gotta Find a Way (#16 r&b, #68 pop) en de top 10 r&b-hit Sexy Mama uit, geschreven door Goodman, Ray en S. Robinson (#3 r&b , #17 pop). Ze namen ook het duet Sho Nuff Boogie op met Sylvia Robinson en Ray (vermeld als Sylvia & the Moments).
Na nog een paar singles bereikte de groep in 1975 opnieuw de top van de r&b-hitlijst met de single Look at Me (I'm in Love). Het nummer verscheen 19 weken in de r&b-hitlijst van Billboard en bereikte op 28 juni nummer 39 in de Hot 100.
The Moments werden mede vermeld met labelgenoten The Whatnauts op hun hit Girls (Part 1), dat nummer 25 bereikte in de Billboard r&b-hitlijst en werd een van hun grootste internationale successen. Het bereikte nummer 3 in de UK Singles Chart en nummer 1 in Nederland in 1975. Ray en Goodman waren vanaf het midden van de jaren 1970 nauw betrokken bij het schrijven en produceren van veel van het materiaal van The Moments, evenals bij het produceren en schrijven voor The Whatnauts. The Moments had aanhoudend succes in het Verenigd Koninkrijk en scoorde nog twee top-tien hits met Dolly My Love (#10) en Jack in the Box (#7).
In 1978 had de groep in totaal 27 r&b-hits, besloot Stang te verlaten en tekende een contract bij het grotere Polydor Records. Er ontstond een juridisch geschil, waardoor ze The Moments niet bij hun nieuwe label mochten gebruiken, dus hernoemden ze de groep met hun achternaam Ray, Goodman & Brown.

### Ray, Goodman & Brown
De eerste single Special Lady onder hun nieuwe naam werd een van hun grootste hits en bereikte begin 1980 de nummer 1 in de r&b-hitlijst en nummer 5 in de pophitlijst, waarvoor ze een gouden plaat kregen. Het nummer werd geschreven door Goodman, Ray en Lee Walter. Op de B-kant stond Déjà Vu met tekst van Bob Natiello en muziek van Lou Toby. Hun gelijknamige debuutalbum Ray, Goodman & Brown werd een grote hit en bezorgde hen hun eerste gouden album. Er volgden meerdere hits, waaronder Inside Of You (#14 r&b, 1980).
Na het uitbrengen van hun vierde (en laatste) album voor Polydor in 1982, vertrok Harry Ray om een solocarrière na te streven en werd vervangen door Kevin 'Ray' Owens, een achtergrondzanger van Luther Vandross. Harry Ray voegde zich weer bij Sylvia en Joe Robinson bij hun nieuwe onderneming (Sugar Hill Records), maar na één album en de kleine hit Sweet Baby voegde hij zich in 1983 weer bij Goodman en Brown voor hun comeback bij EMI met de ballad Take It to the Limit (waardoor ze in 1987 weer in de r&b-hitlijst op nummer 8 stonden). In 1991 werd Browns neef Harold 'Eban' Brown, voormalig zanger van The Delfonics, de zanger van Ray, Goodman & Brown. Hij bleef twee en een half jaar voordat hij bij The Manhattans kwam en in 2000 leadzanger werd van The Stylistics.

### 1992-2010
Harry Ray kreeg een fatale beroerte en overleed op 1 oktober 1992 op 45-jarige leeftijd. Hij werd opnieuw vervangen door Kevin 'Ray' Owens. Af en toe vergezelde soloartiest Greg Willis Ray, Goodman en Brown in optredens (en later op platen), maar werd nooit een voltijds lid. Zanger Wade 'Silky' Elliott deed ook een optreden, voordat hij in de jaren 1990 een solocontract tekende bij CBS Records en tijdelijk bij Blue Magic kwam. Met de terugkeer van Owens bleef het trio optreden en toeren als Ray, Goodman & Brown. Ze brachten twee albums uit in 2002 en 2003, één met nieuw materiaal en de andere met herbewerkingen van soulnummers door andere mannelijke vocale groepen. Deze albums herenigden hen met voormalig All-Platinum producent George Kerr. In een van hun publieke optredens werkten ze samen met Gerald Alston om de hit Kiss and Say Goodbye van The Manhattans uit te voeren.
In 2003 zongen Goodman, Brown, Owens en Larry 'Ice' Winfree de achtergrondzang voor het nummer You Don't Know My Name van Alicia Keys, een nummer 1 soul/r&b-nummer. Alicia was zo onder de indruk van hun zang dat ze hen mee op tournee nam.
In 2008 bleven Owens, Goodman en Brown samen opnemen en toeren (soms met Winfree), met hits van zowel The Moments als Ray, Goodman en Brown.

### Recente jaren
Op 26 juli 2010 overleed Goodman op 67-jarige leeftijd.
In 2012 voegde Harold 'Eban' Brown zich weer bij het resterende oorspronkelijk lid Billy Brown om The Moments Greatest Hits - Volume 1 opnieuw op te nemen. Het werd uitgebracht in april 2014 bij Universal Music Group, met de zang van Harold 'Eban' Brown en Billy Brown.
In 2014 werd Winfree officieel verwelkomd in de groep als de vervanger van Goodman, met Owens en Brown, waardoor de groep weer zijn reguliere trio-status kreeg.
In 2016 kreeg Brown een beroerte. Gelukkig herstelde hij na een korte afwezigheid volledig en bleef hij presteren.
In februari 2019 traden Ray, Goodman & Brown op tijdens de Soul Train Cruise.
Vanaf 2020 blijft Billy Brown optreden om de erfenis van Ray, Goodman & Brown levend te houden als het enige overgebleven lid.

### The Moments met Mark Greene
Mark Greene werd teruggeroepen om zich bij de hernoemde Ray, Goodman & Brown aan te sluiten, maar hij weigerde en beweerde dat er nooit royalty's aan hem werden betaald. Op zijn website staat informatie over de oorspronkelijke groep: de stichtende leden en een foto van het kwartet voordat Sylvia Robinson de act reorganiseerde. Hij bracht het zelf geproduceerd cd-project Love Is More Than Spoken uit bij het FAJR-label. Er was ook de cd-publicatie Unspoken Moments by the Moments bij FAJR met Mark Greene en met Greene, Johnny Moore en Gross (ook bekend als Horsley) op de hoes. Greene verwierf later het handelsmerk voor de naam Moments. Nu bekend als The Moments featuring Mark Greene, bracht hij in 2000 Urban Legacy uit met nummers opgenomen in 1967 en met Solomon Cunningham, Huitt Cunningham en Loren Brown. Deze groep zonder Huitt Cunningham trad aan het begin van de 21e eeuw op en toerde met Greene.

## Discografie

### Studioalbums
| Jaar                                                          | Album                                            | Hitklasseringen | Hitklasseringen | Certificaties | Label       |
| Jaar                                                          | Album                                            | VS              | VS R&B          | Certificaties | Label       |
| ------------------------------------------------------------- | ------------------------------------------------ | --------------- | --------------- | ------------- | ----------- |
| 1979                                                          | Ray, Goodman & Brown                             | 17              | 2               | - VS: Goud    | Polydor     |
| 1980                                                          | Ray, Goodman & Brown II                          | 84              | 16              |               | Polydor     |
| 1981                                                          | Stay                                             | 151             | 33              |               | Polydor     |
| 1982                                                          | Open Up                                          | —               | —               |               | Polydor     |
| 1984                                                          | All About Love, Who's Gonna Make the First Move? | —               | —               |               | Panoramic   |
| 1986                                                          | Take It to the Limit                             | —               | 24              |               | EMI America |
| 1988                                                          | Mood for Lovin'                                  | —               | 66              |               | Manhattan   |
| "—" geeft aan dat het album zich niet plaatste in de hitlijst |                                                  |                 |                 |               |             |

### Compilatiealbums
| Jaar | Album                                                       | Label    |
| ---- | ----------------------------------------------------------- | -------- |
| 1996 | The Best of Ray, Goodman & Brown                            | PolyGram |
| 2002 | The Millennium Collection: The Best of Ray, Goodman & Brown | Polydor  |

### Singles
| Jaar                                                          | Single                               | Hitklassering | Hitklassering | Hitklassering |
| Jaar                                                          | Single                               | VS            | VS R&B        | AUS           |
| ------------------------------------------------------------- | ------------------------------------ | ------------- | ------------- | ------------- |
| 1979                                                          | Special Lady                         | 5             | 1             | 46            |
| 1980                                                          | Inside of You                        | 76            | 14            | —             |
| 1980                                                          | My Prayer                            | 47            | 31            | —             |
| 1980                                                          | Happy Anniversary                    | —             | 16            | —             |
| 1981                                                          | Shoestrings                          | —             | 67            | —             |
| 1981                                                          | How Can Love So Right (Be So Wrong)  | —             | 30            | —             |
| 1982                                                          | Stay                                 | —             | —             | —             |
| 1982                                                          | Till the Right One Comes Along       | —             | —             | —             |
| 1982                                                          | Gambled on Your Love                 | —             | —             | —             |
| 1982                                                          | After All                            | —             | —             | —             |
| 1984                                                          | Who's Gonna Make the First Move      | —             | 61            | —             |
| 1986                                                          | Take It to the Limit                 | —             | 8             | —             |
| 1987                                                          | Celebrate Our Love                   | —             | 34            | —             |
| 1987                                                          | (Baby) Let's Make Love Tonight       | —             | —             | —             |
| 1988                                                          | Where Did You Get That Body, (Baby)? | —             | 61            | —             |
| "—" geeft aan dat de single zich niet plaatste in de hitlijst |                                      |               |               |               |

### Soul Train
- 13 januari 1973 / seizoen 2 aflevering 16
- 6 oktober 1973 / seizoen 3 aflevering 7
- 11 mei 1974 / seizoen 3 aflevering 31 / The Moments w/Sylvia
- 7 december 1974 / seizoen 4 aflevering 12
- 25 december 1976 / seizoen 6 aflevering 19
- 24 mei 1980 / Seizoen 9 aflevering 29
- 6 december 1980 / seizoen 10 aflevering 12
- 6 april 1985 / seizoen 14 aflevering 24

### American Bandstand
- 17 oktober 1970 / seizoen 14 aflevering 7
- 23 maart 1974 / Seizoen 17 Aflevering 29
- 29 maart 1980 / Seizoen 23 aflevering 19

### The Merv Griffin Show
- 16 april 1980 / seizoen 17 aflevering 17

### The Mike Douglas-show
- 7 mei 1980 / seizoen 18 aflevering 151

### The Midnight Special
- 24 oktober 1980 / seizoen 9 aflevering 8

### The Toni Tennille-show
- 27 oktober 1980 / seizoen 1 aflevering 30

### The John Davidson Show
- 1 december 1980 / seizoen 1 aflevering 110